# Агама хорасанська
Ага́ма хораса́нська (Laudakia erytrogastra) — вид ящірок родини агамових (Agamidae). Поширений у Західній і Центральній Азії. Мешканець гір і передгір'їв. Має 2 підвиди.

## Опис
Загальна довжина 28—30 см. Самці трохи крупніше самок. Голова, тулуб і підстава хвоста сплощені, але в меншій ступені, ніж у  кавказької і  гімалайської агам. Ззаду барабанної перетинки і з боків шиї складки шкіри вкриті великими конічними, твердими лусками (шипиками), які у молодих особин мають тригранну форму. Уздовж хребта проходить доріжка з п'яти- або шестикутної луски з добре розвиненими реберцями, які переходять у дорослих в шипики. Ця луска значно більші спинно-бокової, але у 2—3 рази дрібніше  верхньохвостової. Горлова й грудна луска з добре розвиненими реберцями, які переходять у гострі шипики. На потилиці і з боків шиї сильно порослі пуки жорсткої луски з шипиками. Хвостова луска розташована правильними кільцями — кожні два кільця утворюють сегмент, що відповідає одному хребцю. Верхньохвостова луска має високі гострі шипи. Пальці задньої лапи дуже слабко стиснуті з боків, а четвертий палець цієї ноги трохи довше третього. У дорослих самців є 5—6 рядків мозолястої луски (пор) перед клоакальною щілиною і велика група (пляма) такої луски посередині  черева, у дорослих самиць мозоляста луска розвинена лише перед клоакальною щілиною. 
Тулуб зверху оливкового або сірого кольору з чорними вузькими неправильної форми плямами і смужками. На верхній поверхні кінцівок й хвоста є нерізкі темні поперечні смуги. Малюнок зазвичай слабко виражений. У дорослих самців черево майже чорного забарвлення, мозоляста луска жовтувата, а горло у великих світлих помаранчевих плямах. У самок черево жовтогарячого кольору, яскравішого на хвості. 

## Поширення
Мешкає в північно-східному Ірані, Афганістані, південно-східному Туркменістані. 

## Спосіб життя
Полюбляє гори і передгір'я на скелях, лесових урвищах, кам'янистих брилах, старих дувалах і в норах піщанок. Нерідко зустрічається на глинястих і супіщаних ґрунтах серед пологих пагорбів з фісташковими деревами і вздовж доріг. Піднімається у гори на висоту 2440 м над рівнем моря.  Притулками служать щілини під уламками скель, тріщини і нори у ґрунті, нори гризунів, зокрема, великий піщанки. Під час зимівлі у норах агами були знайдені на глибині 80—90 см. Зазвичай йдуть на зимівлю в жовтні. Активна вдень. Харчується комахами, мурашками, жуками, метеликами, клопами, скорпіонами, багатоніжками, невеликими сліпозмійками, насінням і листям злаків, квітами бобових. 
Це яйцекладна ящірка. Статева зрілість настає на 3 році життя при довжині тіла понад 12 см. Перше спаровування відбувається в середині травня, відкладання яєць — у липні. У кладці до 13 яєць розміром 19—25 × 9—14 мм. Молоді агами з'являються у вересні—жовтні, довжина їх тіла з хвостом близько 10 см. 

## Систематика
Підвиди:
- Laudakia erytrogastra erytrogastra;
- Laudakia erytrogastra nurgeldievi.

У 2012 році при ревізії роду Laudakia на основі морфологічних даних із нього був виділений рід Paralaudakia. До нового роду потрапила також агама хорасанська, отримавши міжнародну біноміальну назву Paralaudakia erytrogastra.